# 雑草社
株式会社雑草社（ざっそうしゃ）は、かつて存在した日本の出版社。設立は1981年2月1日。2011年倒産。営業部は東京都渋谷区円山町に、編集部は東京都新宿区西新宿に所在した。代表取締役社長は鈴木弘一。漫画情報誌『ぱふ』、小説情報誌『活字倶楽部』（現『かつくら』）を刊行した。